# Biserica de lemn din Abuș
Biserica de lemn Abuș, din comuna Mica, județul Mureș, datează din secolului al XVIII-lea. Șematismul jubiliar de la 1900 editat de Arhiepiscopia Română Unită de Făgăraș și Alba Iulia indică anul 1883 ca moment al edificării acestei biserici. În realitate, acest an reprezintă momentul în care biserica a fost adusă din altă parte a satului pe actualul amplasament. Are hramul Sfinții Arhangheli și se află pe  lista monumentelor istorice.

## Istoric și trăsături
Biserica a fost adusă în prezenta locație în anul 1883, de pe un deal din apropiere. Vechea așezare prezenta un neajuns important, alunecările de teren riscând să deterioreze biserica. Potrivit tradiției, nici vechea locație de pe deal nu a fost cea originală, biserica fiind adusă din alt loc. Pe parcursul timpului, bisericii i s-a adăugat pe latura de vest o prispă iar acoperișul de șindrilă a fost înlocuit cu unul de țiglă. În urma ultimelor intervenții de restaurare, acoperișul a căpătat vechea înfățisare, biserica fiind acoperită în prezent cu șindrilă.
La mică distanță de biserică, spre sud-vest, se află clopotnița bisericii.
Edificiul are un plan dreptunghiular, cu lungimea de aproximativ 9,5 m, lățimea de aproximativ 5,5 m. Absida altarului are o formă mai puțin întâlnită, fiind semicirculară, decroșată.
Interiorul bisericii este tencuit și pictat. 

## Imagini

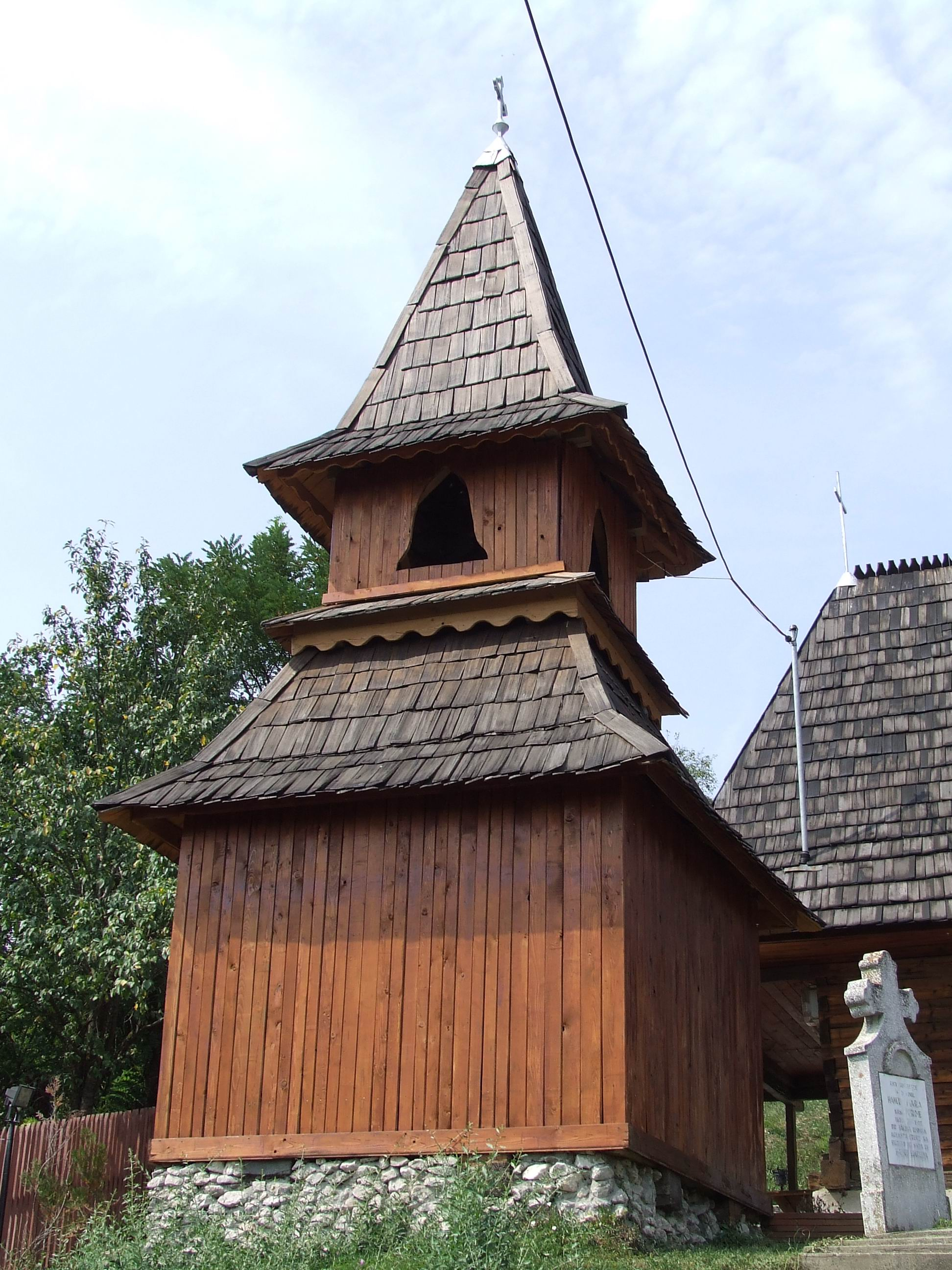
Clopotniţa
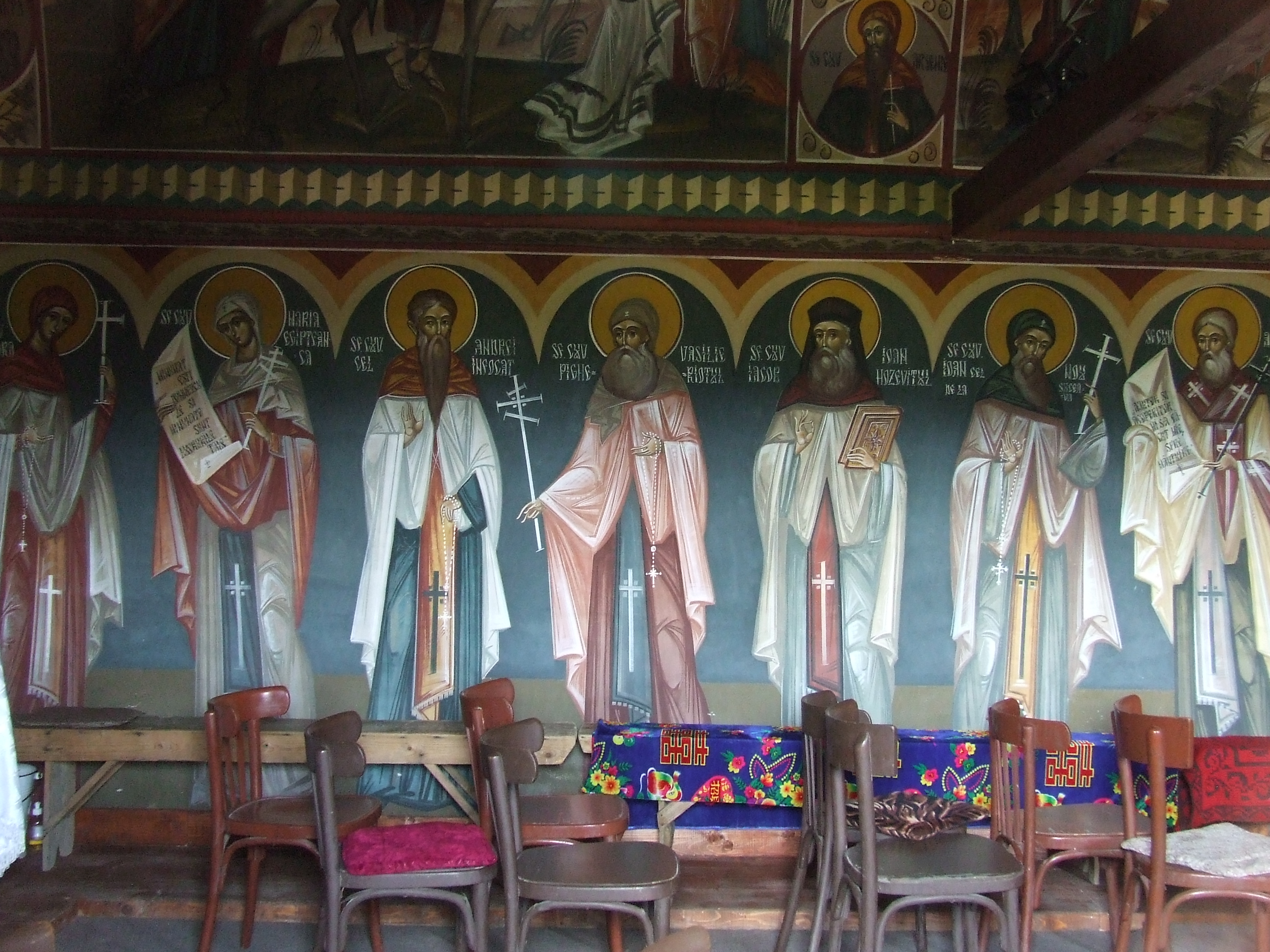
Pictura parietală
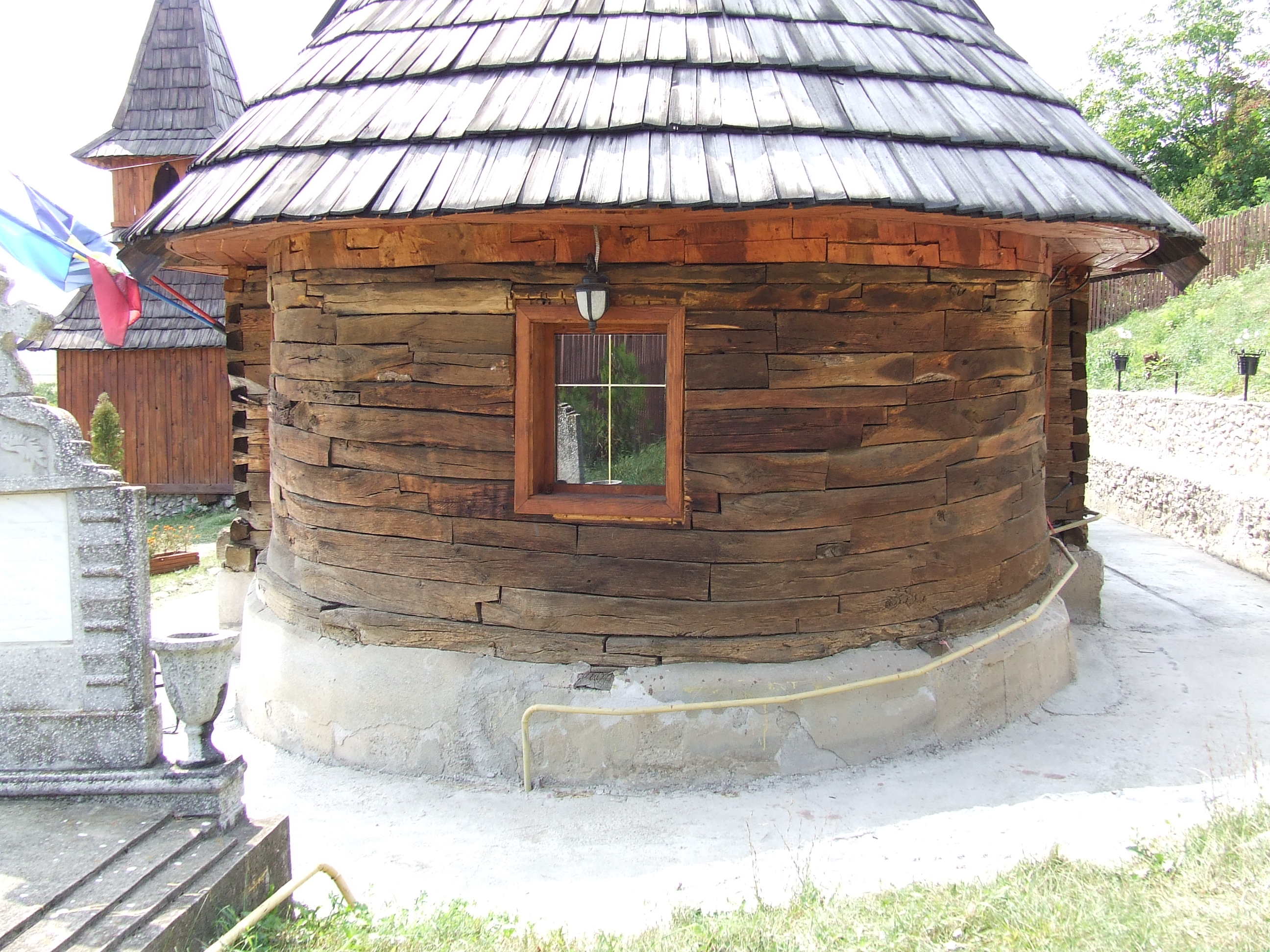
Absida altarului
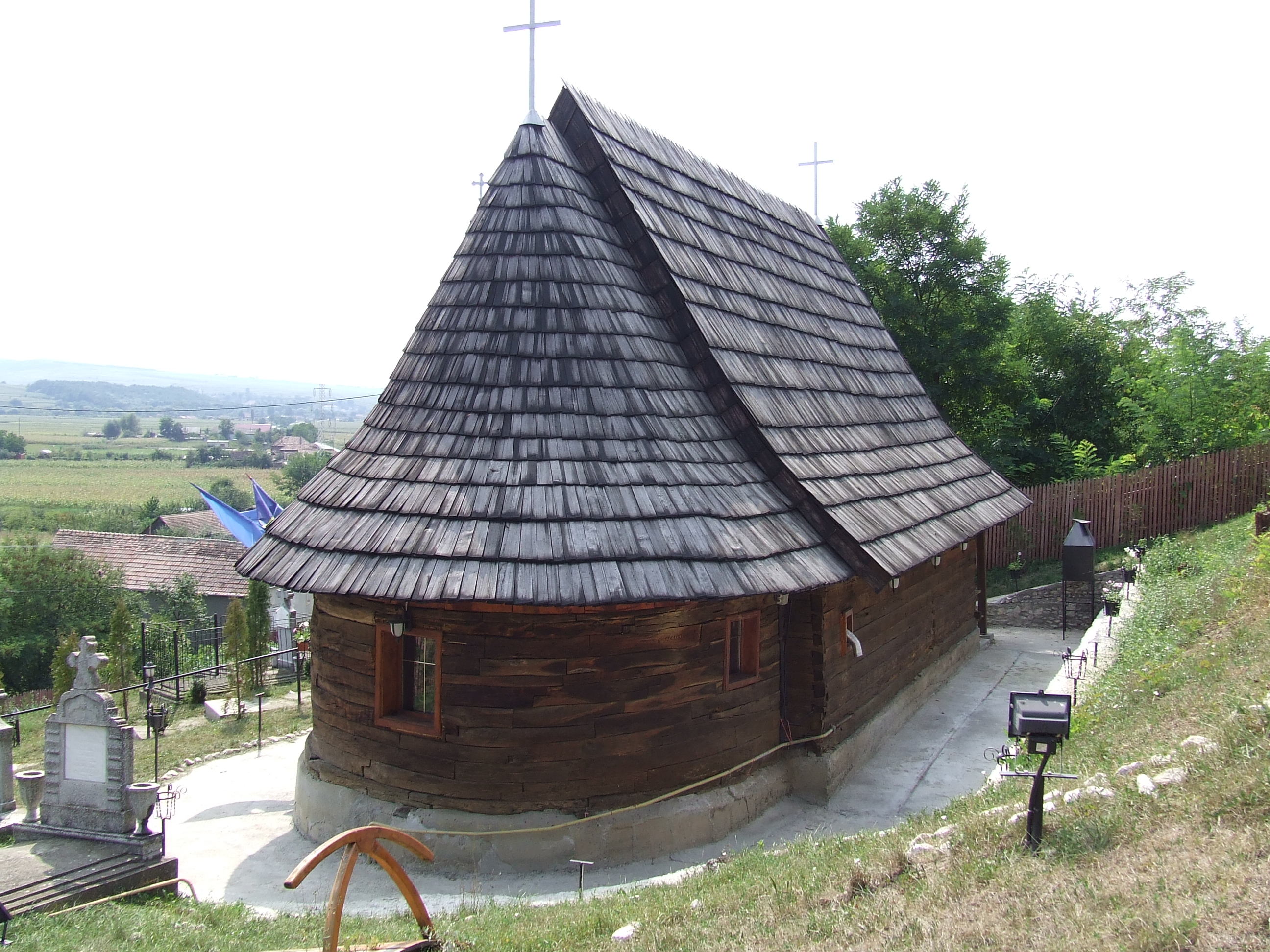
Vedere nord-estică